# Сова-голконіг східна
Сова́-голконі́г східна (Ninox spilonotus) — вид совоподібних птахів родини совових (Strigidae). Ендемік Філіппін. Раніше вважався підвидом філіпінської сови-голконога, однак був визнаний окремим видом.

## Опис
Довжина птаха становить 25 см. Голова, верхня частина тіла і груди темно-коричневі, поцятковані нечіткими охристими смугами. Нижня частина тіла переважно рудувато-коричнева. Лоб темно-коричневий, на потилиці і шиї охристі плямки. Хвіст темний, поцяткований вузькими охристими смугами. Біла пляма на горлі і світлі «брови» відсутні. Очі яскраво-жовті, дзьоб світло-оливково-жовтий.
Голос — нисхідна серія з трьох звуків «wik weu-weu».

## Підвиди
Виділяють два підвиди:
- N. s. spilonotus Bourns & Worcester, 1894 — острів Сібуян;
- N. s. fisheri Rasmussen, Allen, D, Collar, Hutchinson, Jakosalem, Kennedy, RS, Lambert & Paguntalan, 2012 — острів Таблас.

## Поширення і екологія
Східні сови-голконоги мешкають на островах Сібуян і Таблас у центральній частині Філіппінського архіпелагу, можливо, також на острові Ромблон. Вони живуть у вологих тропічних лісах, зокрема на схилах гори Гуйтінг-Гуйтінг, на висоті до 1000 м над рівнем моря.

## Збереження
МСОП класифікує цей вид як такий, що перебуває під загрозою зникнення. За оцінками дослідників, популяція східних сов-голконогів становить від 250 до 1000 дорослих птахів. Їм загрожує знищення природного середовища.